# K. T. Thomas

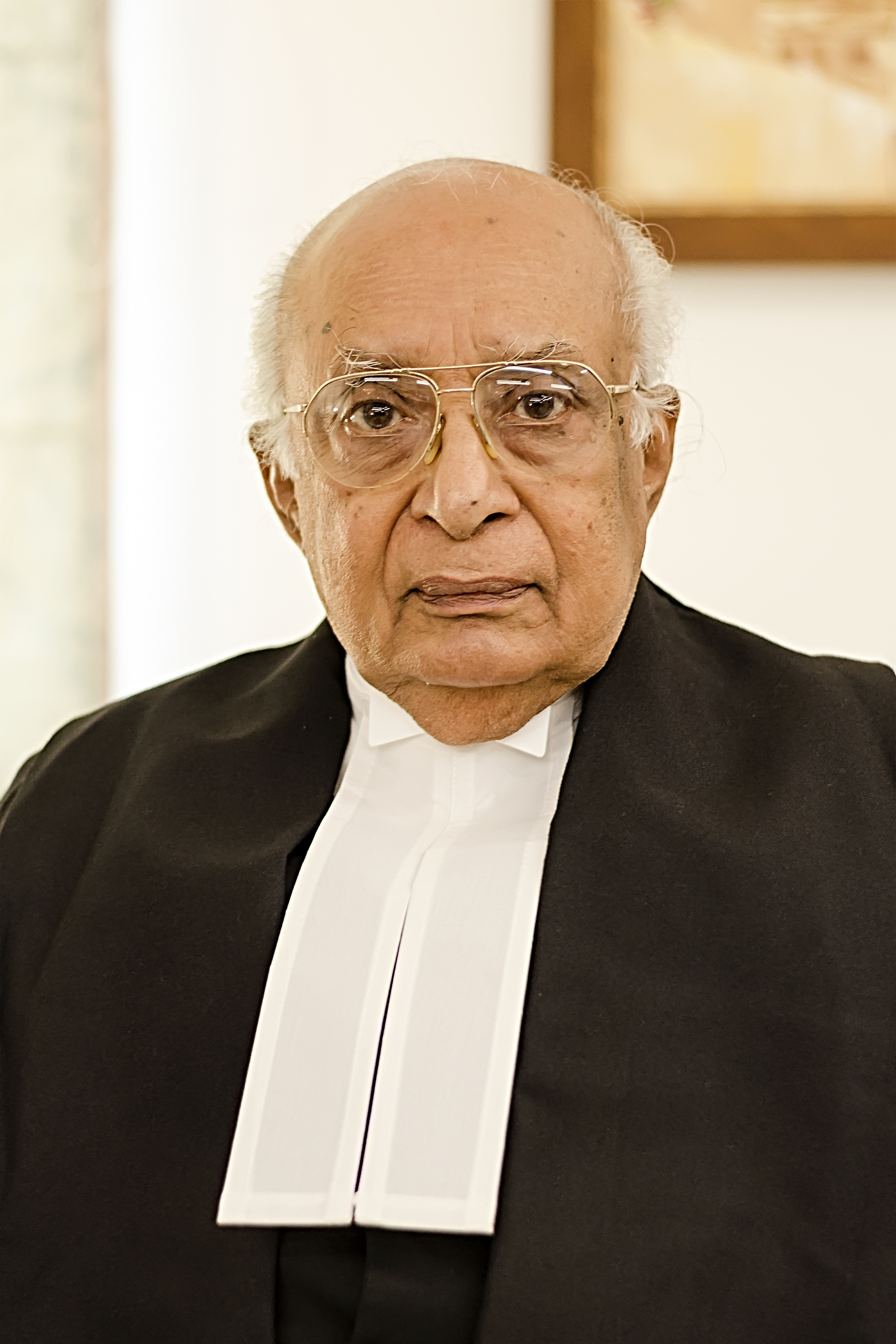
Foto, 2018

Kallupurackal Thomas Thomas (en malayalam: കല്ലുപുരക്കൽ തോമസ് തോമസ്, Distrito de Kottayam, 30 de enero de 1937) es un juez indio que sirvió en la Corte Suprema de 1996 a 2002. Conocido por sus fuertes opiniones sobre temas sociopolíticos, fue galardonado con el Premio Padma Bhushan en 2007.